# Fajerovec
Fajerovec – wieś w Chorwacji, w żupanii kopriwnicko-kriżewczyńskiej, w gminie Gornja Rijeka. W 2011 roku liczyła 76 mieszkańców.